# Papilionoidea
Papilionoidea, natpotrodica kukaca iz reda leptira (Lepidoptera) koja se sastoji od zasada pet priznatih porodica, to su: 1) Lastinrepci (Papilionidae) kojima pripadaju lastinii repovi (Papilioninae), apoloni (Parnassiinae), baronije (Baroniinae) s jednom vrstom i fosilna vrste Praepapilioninae, kojoj pripadaju Praepapilio colorado i Praepapilio gracilis  koji su u eocenu živjeli na području današnjeg Colorada. Po porodici lastinrepaca natporodica je dobila svoje ime. Ostale porodice su 2) Plavci (Lycaenidae) s četiri potporodice: Lycaeninae, Curetinae, Miletinae, Poritiinae i fosilnim rodom Lithodryas; 3) Šarenci (Nymphalidae), kojoj uz 11 potporodica pripada i 4 fosilna roda: Apanthesis, Barbarothea, Lethites i Neorinopis. Najvažnija potporodica je Nymphalinae s rodom Nymphalis; 4) Porodici bijelaca (Pieridae) pripadaju potporodice Dismorphiinae, Coliadinae,  Pseudopontiinae i najvažnija Pierinae; 5) Pirgavcima (Riodinidae) pripada vrsta Smeđi pjegavac (Hamearis lucina L.) iz potporodice Riodininae,  koja živi i u Hrvatskoj, a uz njega i potporodice Euselasiinae, Nemeobiinae, i još najmanje 13 rodova koji nisu članovi nijedne od navedenih potporodica; 6) debeloglavci (Hesperiidae)
Porodicu lastinrepaca ili jedaraca i njihovih bližih srodnika karakterizira da su to danji leptiri produženih stražnjih krila, poput lastina repa, jednobojni ili višebojni. od pravih lastinrepac a u Hrvatskoj je poznato da živi samo 7 vrsta, to su Lastin rep (Papilio machaon), Uskrsni leptir (Zerynthia polyxena), Crni apolon (Parnassius mnemosyne), Prugasto jedarce (Iphiclides podalirius) i apolon ili crvenooki parnasovac (Parnassius apollo).
U skupinu dnevnih leptira (Rhopalocera) pripada i sedma porodica Hedylidae (američki leptiri-moljci) koja je smještena u vlastitu natporodicu Hedyloidea, a jedini joj je rod Macrosoma.
- Barbicornis basilis
- Hypna clytemnestra
- Prothoe australis
- Eronia cleodora